# Газовая центрифуга

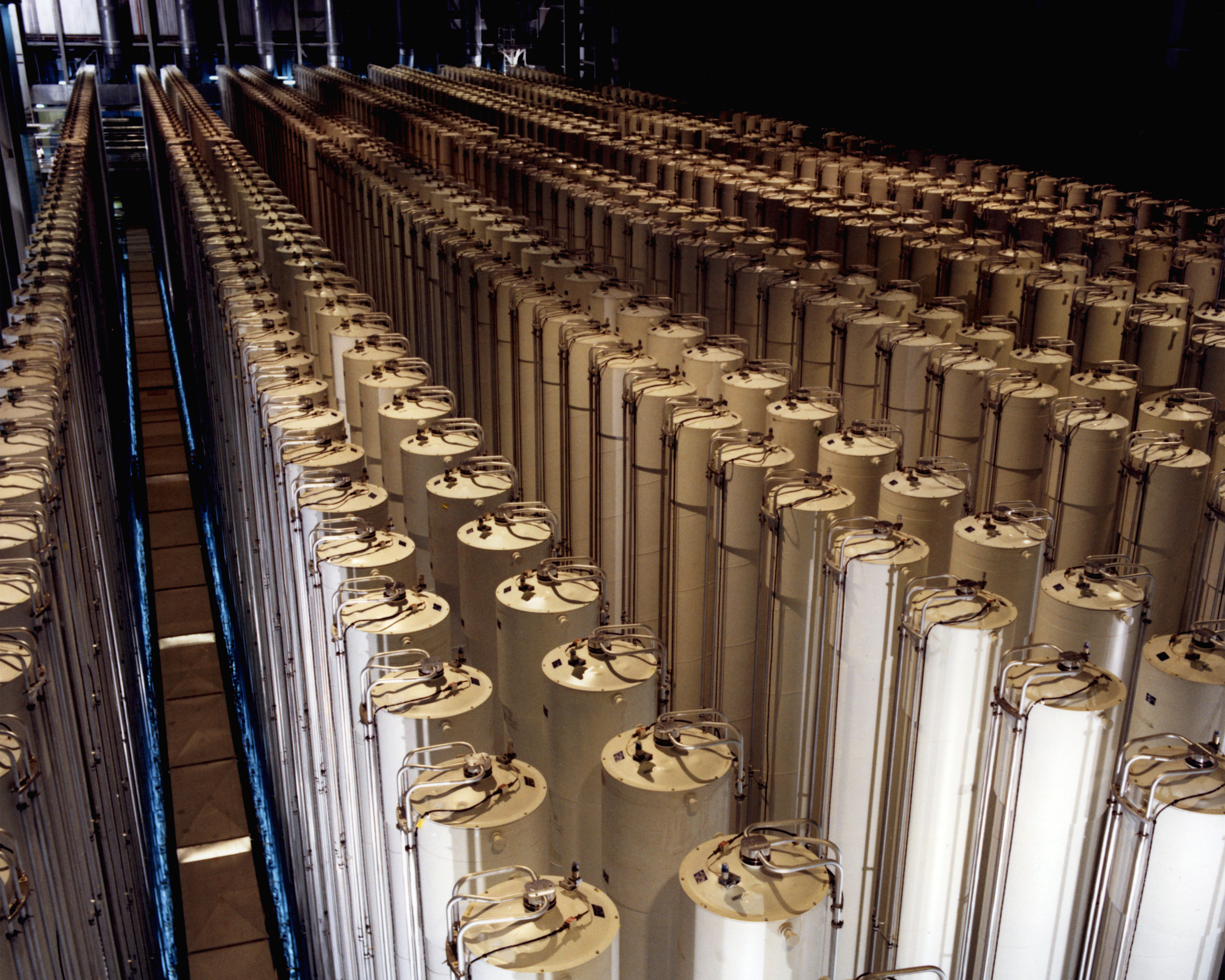
Каскад газовых центрифуг на заводе в Пайктон, штат Огайо, 1984 год

Газовая центрифуга — устройство для разделения (сепарации) газов с разными молекулярными массами.
Наиболее известны газовые центрифуги для разделения изотопов, в первую очередь подразумевается современный способ обогащения урана изотопом 235U для ядерной энергетики и ядерного оружия. Перед обогащением природная смесь изотопов урана переводится в газообразную фазу в виде гексафторида урана.
Высокая степень разделения достигается использованием множества отдельных газовых центрифуг, собранных в каскад, что позволяет последовательно достичь более высокого обогащения урана-235 при значительно меньших энергетических затратах по сравнению с диффузионным каскадным процессом разделения изотопов, используемым ранее. Газоцентрифужная технология представляет сегодня самый экономичный способ разделения изотопов урана, использует значительно меньше энергии, чем другие методы, и имеет множество других преимуществ.

## История
В 1919 году Линдеман и Астон предложили использовать центрифугу для разделения изотопов. Первое практическое разделение изотопов центрифугированием проведено в 1936 году. Однако технологическая сложность оптимизации центрифужной технологии привели к предпочтению газодиффузионной технологии. В СССР в 1940 году сотрудниками УФТИ Ф. Ланге, В. А. Масловым и В. С. Шпинелем была подана заявка на «Способ приготовления урановой смеси, обогащённой ураном с массовым числом 235. Многокамерная центрифуга», на которую выдано авторское свидетельство № 6359с. На основе этих идей в 1942—1943 годах в Уфе Ланге построил и испытал многокамерную экспериментальную центрифугу.
В СССР в 1946—1952 гг. центрифугами занималась группа «трофейных» немецких учёных под руководством Др. Макса Штеенбека, перемещённых НКВД в 1945 году в НИИ-5 в Сухуми.. Об условиях работы в те годы в Сухуми и достижениях по созданию к 1952 году работающего стенда газовой центрифуги, подробно описано в воспоминаниях Н. Ф. Лазарева, который в те годы, будучи техником в группе Штеенбека, тесно работал с доктором Гернотом Циппе В январе 1951 года результаты работ по развитию газовой центрифуги были доложены на заседании Технического совета, а в сентябре 1952 года часть группы Штеенбека была переведена из Сухуми в Ленинград, на ОКБ Кировского завода. В 1953 группа была отстранена от дальнейшего участия в этих работах и в 1956 году учёные возвратились в Германию. Воспоминания об этих работах можно также найти у профессора П. Е. Суетина (впоследствии ректора Уральского университета (1976—1993)). В 1952 году он был аспирантом Е. М. Каменева.
К. Стеенбек — разрабатывал в какой-то мере противоположную идею. Он решил создать очень длинную центрифугу (около 300 см), поскольку её разделительная способность пропорциональна длине. Ротор центрифуги представлял собой полтора десятка отрезков тонкостенной трубы, соединённых гибкими сильфонами. Центрифуга поддерживалась в вертикальном положении магнитом в её верхней части, а низ ротора опирался на гибкую иглу, вращающуюся вместе с ротором в неподвижном подшипнике, погружённом в масло и связанным с демпфером, гасящим колебания ротора. В натуре я эту машину не видел, но в 1952 г. подробно познакомился с научным отчётом её автора, Стеенбека. Основным недостатком центрифуги являлся трудный запуск, так как при переходе через последовательную серию критических оборотов её нужно было поддерживать системой роликов, возвращающих ротор к оси вращения. Да и после достижения рабочих оборотов случайные возмущения легко выводили её из устойчивого вращения. Главной счастливой находкой Стеенбека стала гибкая игла.
К 1952 году лаборатория И. К. Кикоина Института атомной энергии закончила научную разработку газодиффузионных методов изотопного разделения и занялась газовыми центрифугами. Наиболее активным энтузиастом центрифуг был кандидат физ-мат. наук Евгений Михайлович Каменев, который и возглавил экспериментальные работы по технической реализации этой идеи. В том же году было переориентировано на создание центрифуг занимавшееся ранее газодиффузионными установками ОКБ при Кировском заводе (главный конструктор ОКБ Н. М. Синев). Огромная скорость вращения ротора, составляющая 90 тыс. оборотов в минуту, породила новую проблему — текучесть металла. Эту проблему решила группа специалистов под руководством Иосифа Фридляндера, создавшая новый алюминиевый сплав В96ц.
В 1955—1957 годах на Кировском заводе изготовили первые партии опытных центрифуг. 4.11.1957 года на УЭХК был пущен первый опытный завод центрифужного разделения изотопов. В 2013 году на том же заводе заработала первая установка с российскими центрифугами 9-го поколения.
В странах западной Европы устройство газовой центрифуги было запатентовано в 1957 году бывшими сотрудниками Макса Штеенбека инженерами Гернотом Циппе и Р. Шеффелем. Права на конструкцию получила компания URENCO.

## Устройство газовой центрифуги

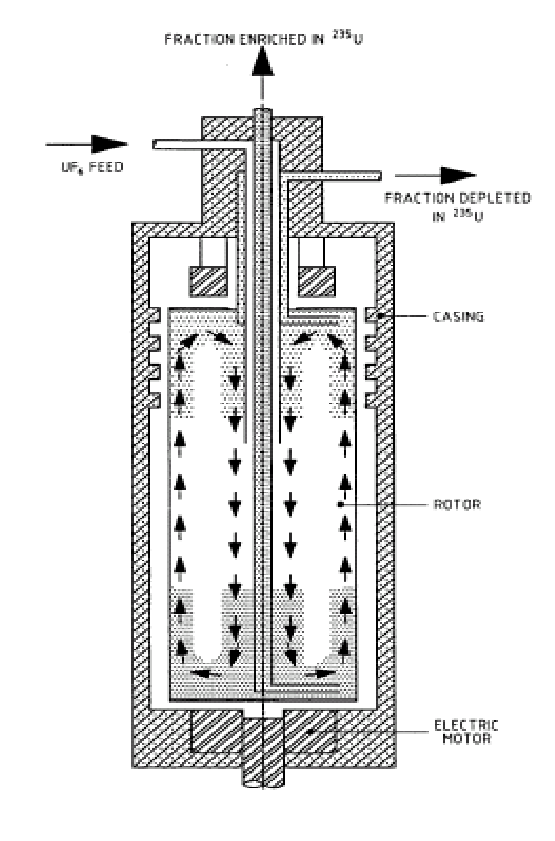
Устройство газовой центрифуги. Стрелочками показано движение газа в рамках термодиффузионного механизма разделения.

Важнейшим элементом газовой центрифуги является так называемый ротор — цилиндр (труба), вращающийся в специальном вакуумированном кожухе с огромной скоростью. При увеличении оборотов ротор последовательно проходит частоты, на которых возникают резонансные колебания, обусловленные механическими свойствами вращающейся системы. Центрифуга, работающая на частоте вращения ротора выше резонансной, называется надкритической, ниже — подкритической.
Рабочим веществом является газообразное соединение природного урана гексафторид урана, получаемой из природной закиси-окиси урана(U3O8) или тетрафторида урана(UF4). UF6 подаётся в центрифугу через трубопровод питания и поступает в роторное пространство возле оси ротора в его центральной части. Вследствие высокой скорости вращения ротора (линейная скорость на его периферии 600 м/с и более) газ концентрируется у его стенки. У оси ротора образуется разреженная зона с более лёгкой фракцией. Эффективное разделение компонентов смеси происходит только при наличии осевой циркуляции газа внутри ротора. Такая циркуляция обеспечивается созданием осевого температурного градиента за счёт внешнего источника тепла. При циркуляции наибольшая разность в концентрации лёгкого и тяжёлого изотопов устанавливается в торцевых частях центрифуги — нижней и верхней соответственно. Обогащённая лёгким изотопом фракция (продукт) выводится с помощью газоотборника в выходной трубопровод. Тяжёлая фракция — отвал (или хвост) отбирается.
Наиболее секретными элементами и определяющими для работы центрифуги устройствами были и остаются: нижняя опора ротора, магнитный подшипник, двигатель и др., что представляет собой определённое ноу-хау и запатентовано в различных патентах.
Первый такой патент принадлежит сотрудникам группы Др. Макса Штеенбека, которые впервые предложили самостабилизирущую подвижную нижнюю опору, магнитный привод и молекулярный вакуумный насос.
Параметрами, влияющими на разделительную способность центрифуги являются её геометрические размеры (длина ротора: около 1 метра у российских подкритических газовых центрифуг, до 7-12 метров у URENCO и США; диаметр), скорость вращения ротора, а также наличие циркуляции газа в осевом направлении. Развитие оптимальных размеров ротора и других элементов отдельной газовой центрифуги остаётся актуальной научной и технической проблемой для увеличения к.п.д. и уменьшения стоимости газоцентрифужной технологии с использованием каскадов газовых центрифуг.

## Теория газовых центрифуг
Первые попытки построить математическую модель газовой центрифуги были предприняты в Великобритании в начале 1940-х годов. Фрэнс Саймон, Рудольф Пайерлс, Карл Фукс и Николас Курти разработали общую теорию разделения изотопов, а Поль Дирак на основе этой теории вывел выражение для разделительной характеристики
- {\displaystyle \delta U_{max}=\rho D_{AS}{\frac {\pi Z}{2}}\left({\frac {\Delta M}{2RT}}\right)^{2}V_{a}^{4},}

где {\displaystyle \rho D_{AS}} — плотность, умноженная на коэффициент самодиффузии (это произведение остаётся постоянной величиной для данного газа), {\displaystyle Z} — длина ротора, {\displaystyle \Delta M} — разность масс двух изотопов, подлежащих разделению, {\displaystyle R} — газовая постоянная, {\displaystyle T} — температура, а {\displaystyle V_{a}} — тангенциальная скорость внутренней поверхности ротора.
Соотношение Дирака правильно ориентирует разработчика на увеличение периферической скорости, снижение температуры и удлинение ротора, однако оно не учитывает некоторые процессы, происходящие с газом внутри ротора, в результате чего даёт завышенные результаты. Например, реально разделительная характеристика пропорциональна квадрату тангенциальной скорости.
В настоящее время для оценки разделительной характеристики используется следующая полуэмпирическая формула, предполагающая Т = 310 К и типовые характеристики циркуляции газа в центрифуге:
- {\displaystyle \delta U={\frac {V_{a}^{2}Z}{33000}}e_{E},}

где {\displaystyle e_{E}} — безразмерная экспериментальная эффективность, δU выражено в кг⋅ЕРР/год, остальные величины — в СИ. Экспериментальная эффективность для ранних центрифуг лежит в пределах 0,35-0,45; для центрифуг, находящихся в промышленной эксплуатации — 0,50-0,60; для наиболее продвинутых конструкций центрифуг 0,8-1,14.

## Современное состояние газоцентрифужной технологии
В настоящее время[когда?] в мире имеется четыре основных фирмы, занимающиеся обогащением урана.
- ТВЭЛ — российская компания (подразделение ГК «Росатом», сбыт на мировом рынке осуществляется через Техснабэкспорт (TENEX)). Использует советско-российские газоцентрифужные технологии.
- URENCO — совместная (англо-голландская-немецкая) со штаб квартирой в Великобритании. Использует газоцентрифужную технологию, основанную на патенте Циппе.
- Areva — французская Areva купила 50 % URENCO, инвестировала более трёх миллиардов евро в последние годы в новый завод Georges Besse II. Новый завод работает с апреля 2011, мощность более 1,5 млн ЕРР в год, в 2016 году он начал работать с полной производственной мощностью 7,5 млн ЕРР в год.
- USEC — американская обогатительная компания. Проводила разработки центрифужных технологий и в середине 80-х годов неудачно строила демонстрационное предприятие на 1500 центрифуг, практически сразу же закрытое[22]. В 2013 году запустила новый демонстрационный центрифужный каскад, получила лицензии, однако приступить к постройке полноценного производства не смогла.

В настоящее время[когда?] производятся или разрабатываются несколько типов центрифуг:
- ВПО «Точмаш», с 2007 года Ковровский механический завод производит малопроизводительные надёжные центрифуги (длина ротора 90 см, производительность 4-8 ЕРР в год), гарантия до 15-30 лет.
- URENCO делает центрифуги с длиной ротора 365 см и производительностью 40-80 ЕРР в год.
- USEC пытаются наладить производство центрифуг с длиной ротора 1310 см и производительностью 340 ЕРР в год[23]. К началу 2014 года смонтирован и испытан один обогатительный каскад из 120 центрифуг. США испытывают сильные трудности с освоением технологии газовой центрифуги. В феврале 2017 года объявлено, что газоцентрифужный завод в Пайктоне, штат Огайо (США) прекращает работу. Раньше прекратили производство заводы в Падьюке, штат Кентукки (2013) и в Портсмуте, штат Огайо (2001)

## Газоцентрифужные технологии в России
Обогащение урана в России осуществляется на четырёх крупных обогатительных комплексах:

- Уральский электрохимический комбинат (УЭХК) в Новоуральске;
- Электрохимический завод (ЭХЗ) в Зеленогорске;
- Сибирский химический комбинат (СХК) в Северске;
- Ангарский электролизный химический комбинат (АЭХК) в Ангарске.

Производственные мощности российского обогатительного комплекса (2007 г.)
| Предприятие                                 | Мощность, млн ЕРР | %   | Поколения центрифуг (2000 г.) |
| ------------------------------------------- | ----------------- | --- | ----------------------------- |
| Уральский электрохимический комбинат        | 9,8               | 49  | 5, 6, 7                       |
| Электрохимический завод в Зеленогорске      | 5,8               | 29  | 5, 6, 7                       |
| Сибирский химический комбинат               | 2,8               | 14  | 5, 6                          |
| Ангарский электролизный химический комбинат | 1,6               | 8   | 6                             |
| ВСЕГО:                                      | 20                | 100 |                               |

Все четыре завода используют высокоэффективные центрифуги, обеспечивающие себестоимость услуг по обогащению около 20 долл. за ЕРР по сравнению с 70 долл. за ЕРР в США.
Долгое время основой советского и российского обогатительного комплекса была короткая подкритическая центрифуга, простая и надёжная, хорошо приспособленная для массового производства, однако обладающая меньшей производительностью, чем надкритическая центрифуга.
До конца 1950-х годов для обогащения урана применялись диффузионные технологии. Переход к промышленному использованию центрифуг начался в октябре 1955 г., когда было принято решение о строительстве в Новоуральске опытного завода с 2435 центрифугами. В дальнейшем в Новоуральске была введена в строй промышленная установка, оборудованная центрифугами первого поколения. 22 августа 1960 г. было решено построить в Новоуральске большое производство с центрифугами 2 и 3 поколения, которое было введено в строй в 1962—1964 гг.
В 1960-х — 1970-х гг. проводились исследования и разработки центрифуг второго, третьего и четвёртого поколений, и стендовые испытания центрифуг пятого поколения. Работа включала оптимизацию геометрии центрифуги и увеличение скорости вращения. В 1970-х гг. началась модернизация всех четырёх обогатительных предприятий, в результате которых центрифужная технология стала основной в советском обогатительном комплексе. В 1971—1975 гг. появились центрифуги пятого поколения, а около 1984 г. — шестого.
Полный отказ от газодиффузионной технологии произошёл в СССР в конце 1980-х — начале 1990-х гг. К этому времени потребление электроэнергии на 1 ЕРР сократилось на порядок, а производственные мощности возросли в 2-3 раза и достигли 20 млн ЕРР.
В конце 1990-х гг основной парк центрифуг составляли машины 5 и 6 поколений примерно в равном количестве. Машины пятого поколения подходили к предельному сроку службы (25 лет), поэтому в 1997—1998 г. Минатом начал модернизацию УЭХК и ЭХЗ, во время которой машины пятого поколения заменялись на машины седьмого поколения, при этом производственные мощности обогатительного комплекса увеличивались на 25 %.
В 1998 г. в России начались работы по центрифугам восьмого поколения, производительность которых превышала производительность машин пятого поколения на треть. Центрифуги восьмого поколения стали последней подкритической моделью центрифуги, так как потенциал модернизации конструкции и материалов был исчерпан.
Поколения советских и российских центрифуг
| Поколение | Начало промышленного внедрения | Тип    | Разработ- чик | Основные даты                                                                    | Примечания |
| --------- | ------------------------------ | ------ | ------------- | -------------------------------------------------------------------------------- | --- |
| Прототип  |                                |        |               | 1952-55 — разработка 1957 — опытная эксплуатация                                 | Центрифуга Каменева |
| 1         | 1961                           | ЛКЗ    | ОКБ ЛКЗ       | 1960 — начало производства                                                       | |
| 2         | 1962                           | ВТ-3Ф  | ОКБ ЛКЗ       | 1966-70 — работы по улучшению надёжности 1972-74 — выведены из эксплуатации      | Впервые использовано многоярусное расположение |
| 3         | 1963                           | ВТ-3ФА | ЦКБМ          | 1966-70 — работы по улучшению надёжности 1972-74 — выведены из эксплуатации      | |
| 4         | 1965                           | ВТ-5   | ЦКБМ          | 1966-70 — работы по улучшению надёжности                                         | |
| 5         | 1970                           | ВТ-7   | ЦКБМ          | 1966-70 — стендовое тестирование 1971-75 — массовая эксплуатация                 | 1972 — массовые аварии Проектный срок службы — 12,5 лет, реальный — 25 лет. |
| 6         | 1984                           | ВТ-33Д | ЦКБМ          | Середина 1970-х — проектирование                                                 | Разработано по результатам расследования аварий центрифуг 5-го поколения. Впервые применены композитные материалы. Проектный срок службы — 15 лет, реальный — 30 лет. Энергопотребление — 60 кВт⋅ч/ЕРР |
| 7         | 1997                           | ВТ-25  | УЭХК          | 1978 — начало разработки 1982 — опытное производство 1991 — опытная эксплуатация | Производительность в 2 раза выше, чем у поколения 5. Энергопотребление — 50 кВт⋅ч/ЕРР |
| 8         | 2004                           | ПГЦ-8  | УЭХК          | 1997 — начало разработки                                                         | Производительность в 2 раза выше, чем у поколения 6. |
| 9         | 2012                           | ПНГЦ-9 | ОКБ НН        | 2003 — начало разработки                                                         | Первая российская закритическая центрифуга. Производительность в 2 раза выше, чем у поколения 7. |
| 9+        | 2017                           | ГЦ-9+  | Центротех     |                                                                                  | |

В 2000 г. на центрифугах поколений 5, 6 и 7 производилось соответственно 48, 49, и 3 % общего производства.

Интенсивность отказов российских центрифуг составляет в настоящее время около 0,1 % в год. Производительность центрифуг поколения 9 в 14 раз выше, чем у поколения 1, а себестоимость ЕРР в 10 раз меньше.

## Газоцентрифужные технологии в США

### Работы 1930-х годов
В начале 1930-х французский химик Эмиль Энрио придумал раскручивать центрифугу воздухом сверху через бесконтактный подшипник. Американский физик Джесси Бимс из университета Вирджинии сначала применил этот принцип в высокоскоростной камере, а в 1934 году провёл первый удачный опыт разделения изотопов хлора с помощью газовой центрифуги. Главной трудностью было большое трение в подшипниках, из-за которого выделялось большое количество тепла, что уменьшало степень разделения, повышало расходы и сокращало срок службы устройства. В 1935 году студент Бимса Эдвард Пикельс предложил вакуумировать систему, чтобы минимизировать трение, и к 1937 году и он, и его научный руководитель продавали лабораторные центрифуги с ускорением порядка 1 млн g, не находившие однако спроса из-за высокой цены.

### Манхэттенский проект
Перспективы применения газовых центрифуг для обогащения урана рассматривались в рамках Манхэттенского проекта. Бимс участвовал в проекте в качестве руководителя группы проектировщиков университета Вирджинии. Первые машины были построены исследовательской лабораторией фирмы «Вестингауз», испытания проводила компания «Стандарт Ойл Девелопмент» (Бэйвей, Нью-Джерси). Машина представляла собой сверхкритическую центрифугу диаметром 18,5 см и длиной 3,45 м, скорость вращения обода составляла 215 м/с. Позднее фирма «Вестингауз» построила сверхкритическую машину диаметром 18,3 см и длиной 3,35 м, а также подкритическую машину диаметром 18,3 см и длиной 1,05 м. Последняя машина проходила испытания, начиная с августа 1943 года. В декабре 1943 года, на 99-й день испытаний, возникла протечка, что привело к аварии. Через три недели руководитель проекта по обогащению Гарольд Юри прекратил программу центрифуг в пользу более простой, но более энергозатратной технологии газовой диффузии.

### Первые послевоенные годы
После второй мировой войны опыты с центрифугами продолжались в разных странах, в США определённых успехов достигли в институте Франклина в Филадельфии. Однако декабре 1951 года Комитет по разделению изотопов Отдела исследований Комиссии по атомной Энергетике (КАЭ) вступил против проекта по созданию центрифуг, полагая, что они не могут конкурировать с газодиффузионными установками. Положение несколько изменилось в 1953 году, когда о создании более экономичных центрифуг объявили группы Вильгельма Грота и Конрада Бейерле в Германии и группа Якоба Кистемахера в Нидерландах. В сентябре 1954 года КАЭ решила возобновить работы, однако комиссия рассчитывала со временем получить доступ к готовой немецкой технологии, поэтому дело ограничилось исследованием новых материалов для сверхкритических роторов (группа Артура Р. Култау из университета Вирджинии, август 1956 г.).

### 1957—1985
Летом 1956 года в поле зрения разведывательного управления ВМС США попал репатриированный из СССР австрийский учёный Гернот Зиппе, который долгое время работал руководителем группы по разработке механической части советских центрифуг. В 1957 году КАЭ организовала приезд Зиппе в США по контракту с университетом Вирджинии, где он изготовил копию советской машины, работавшей без подшипников и нефтяной смазки, которые были главной проблемой в американской программе.
В апреле 1960 года Отделение КАЭ по исследованиям одобрило программу строительства обогатительного завода в Окридже под руководством ядерного отделения корпорации «Юнион Карбайд». Работы начались 1 ноября 1960 года и включали сооружение каскада советской конструкции, разработку теории центрифуг и изучение новых материалов. Первые машины имели роторы из алюминия диаметром 7,6 см, затем использовались более прочные материалы — запрессованный в стекловолокно алюминий и композиты. Также увеличивался диаметр ротора — 15, 25, 35, 48, 51 и 60 см. Производительность первых машин в 1961 году составляла 0,39 ЕРР/год, к 1963 году её удалось поднять до 2, а к 1967 году — до 30 ЕРР/год.
К концу 1960-х годов начался переход к опытной эксплуатации машин. C 1972 по 1977 год продолжались испытания первого поколения центрифуг (Set I) в Окридже и Торренсе (Калифорния). В 1974 году начались испытания центрифуг второго поколения (Set II), а в 1977 году — третьего (Set III). К этому времени производительность установки в Окридже достигала 50 000 ЕРР/год.
В конце 1970-х годов в связи с ожидаемым увеличением потребности в ядерной энергии было решено построить завод коммерческого масштаба с мощностью 8,8 млн ЕРР/год в Портсмуте (шт. Огайо). Базовой центрифугой была Set III диаметром ротора 61 см и длиной более 12 м. Разделительная мощность достигала 200 ЕРР/год на машину. Однако прогноз о росте потребности в энергии не оправдался, поэтому 5 июня 1985 года строительство было свёрнуто. Всего было установлено 3000 центрифуг вместо планировавшихся 44 000, затраты на строительство составили 2,6 млрд долл.
В 1985 году США свернули программу разработки газовых центрифуг, так и не доведя дело до промышленной эксплуатации. С этого момента предпочтение отдаётся перспективным технологиям обогащения, в первую очередь лазерной технологии.

### 1995—2016
В 1993 году в США была создана государственная корпорация USEC (US Enrichment Company, Американская Обогатительная Компания, АОК). Ей передали оба американских газодиффузионных завода — в Пайктоне (шт. Огайо) и Падьюка (шт. Кентукки). В 1994 г. АОК стала единственным контрагентом со стороны США по договору ВОУ-НОУ (продажа в США энергетического урана, полученного Россией из своего оружейного урана).
В 1995 году Министерство энергетики США поняло дальнейшую бесперспективность газодиффузионной технологии и предприняло попытку возродить бездействовавший в течение многих лет центрифужный завод в Пайктоне. Предполагалось, что на доработку центрифуг потребуется 4-5 года и 400 млн долл. ассигнований. Работы по пуску завода возложили на АОК.
В 1996 году АОК была приватизирована, что стало первым мировой практике случаем приватизации предприятия по обогащению урана. В июле 1998 года 100 млн акций АОК были проданы на Нью-Йоркской бирже за 1,9 млрд долл.
Работы в Пайктоне начались в 2002 году, к 2009 году АОК обязалась запустить центрифужный завод с разделительной мощностью 3,5 млн ЕРР/год. За время работ стоимость строительства постоянно увеличивалась, а сроки сдачи завода сдвигались. В июне 2008 года смета достигла 3,8 млрд долл. (по сравнению с 2,3 млрд в 2002 г.), а срок продлён до конца 2012 года. В сентябре 2009 года комиссия МЭ констатировала, что на заводе установлено 40 центрифуг, но собрать из них каскад пока не удалось. К маю 2010 года удалось собрать в каскад 24 центрифуги, к этому времени смета увеличилась до 4,7 млрд долл.
11 июня 2011 года АОК предприняла попытку осуществить пробный пуск каскада из 50 центрифуг. В результате произошла авария — из-за короткого замыкания на четырёх центрифугах выключились верхние магнитные подшипники роторов, в результате роторы пришли в соприкосновение с несущей конструкцией и полностью разрушились. Кроме того, отключилось водяное охлаждение подшипников остальных центрифуг, начался перегрев подшипников, роторы стали замедляться, два из них прошли через область резонанса, испытали сильные биения и также разрушились. Разгерметизация не привела к выбросу радиации, так как внутри роторов отсутствовал фторид урана. В течение пяти часов персонал не мог установить контроль над ситуацией.
После этой аварии 19 ноября 2011 министерство энергетики отказалось продлить лицензию АОК на работу с опытным каскадом. Кроме того, фирме было отказано в государственных гарантиях на кредит в размере 2 млрд долл. Под угрозой потери страной самостоятельности в обогащении урана, Министерство обороны США попыталось оказать давление на Министерство энергетики, в результате оно сначала дало АОК государственную гарантию на кредит в размере 150 млн долл, которую 29 ноября 2011 заблокировала бюджетная комиссия Конгресса, а затем выделила ассигнования в размере 44 млн долл.
18 июня 2012 АОК подписала соглашение с Министерством Энергетики, согласно которому контроль над технологией «Американской Центрифуги» временно передавался дочерней компании «AC Demonstration», совет директоров которой состоял из сотрудников МЭ. АОК получило финансирование в размере 280 млн долл. и обязалась до февраля 2013 года собрать демонстрационный каскад из 120 центрифуг АС-100 и провести испытания в течение 10 месяцев. В случае успешных испытаний собственность на центрифуги и интеллектуальную собственность возвращались к АОК, компания получала гарантии и кредит в 2 млрд долл. В противном случае собственность на центрифуги и интеллектуальную собственность переходили к Министерству энергетики, финансирование АОК прекращалось. С целью оптимизации расходов в 2013 году АОК закрыла ряд производств, в том числе последний в США газодиффузионный обогатительный завод в Падюке. Трудности компании сопровождались падением курса её акций, и а апреле 2013 г. компания была снята с биржевых торгов.
16 декабря 2013 года, когда стало ясно, что пустить каскад в срок не удастся, АОК объявила о своём банкротстве. 1 сентября 2014 года процедура банкротства завершилась, компания получила новое название «Centrus». 26 декабря 2014 года компании под контролем Окриджской национальной лаборатории (ОНЛ) предоставили ещё одну возможность запустить демонстрационный каскад, предоставив финансирование 97,2 млн долл. на срок до 30 сентября 2015 года. 1 октября 2015 ОНЛ констатировала, что каскад к работе не готов. 23 февраля 2016 года Центрум приступил к увольнению работников и подготовку площадки к дезактивации.
С 2013 года, после закрытия газодиффузионного завода в Падьюке, США не располагает собственными мощностями по обогащению урана. Единственный обогатительный завод на территории США принадлежит URENCO USA, подразделению европейской компании URENCO, и производит только топливо для АЭС. Мощности по производству оружейного урана на территории США отсутствуют.

## Газоцентрифужные технологии в других странах

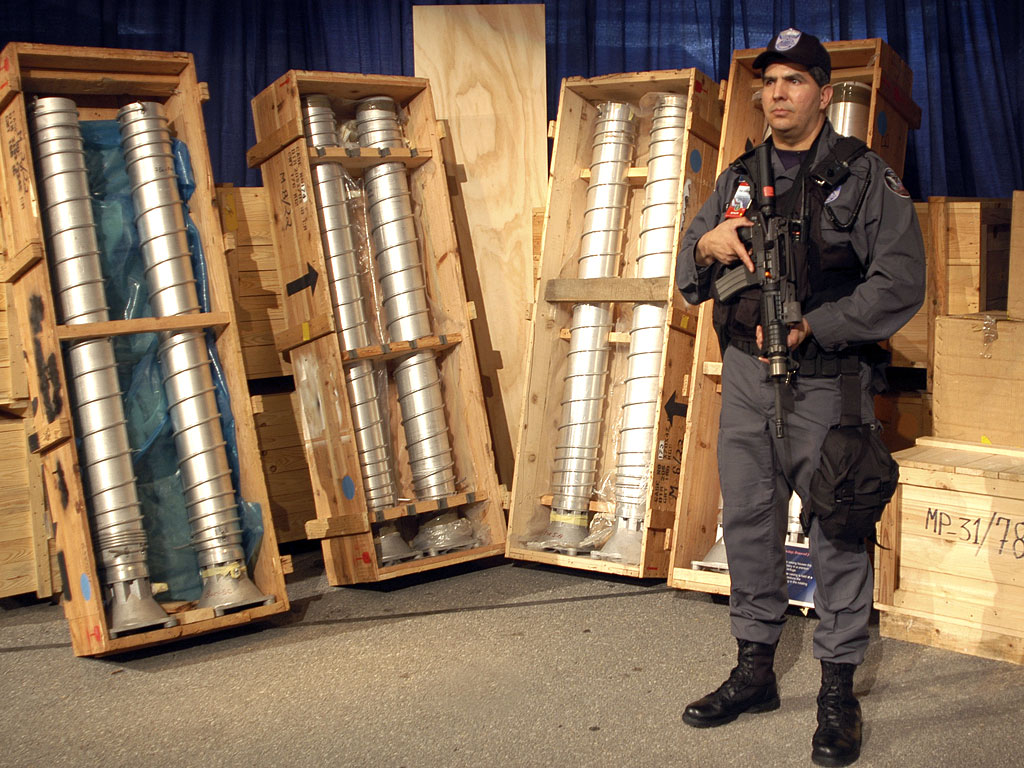
2003 г., Контрабанда центрифуг PakSat-I, разработанных Абдул Кадир Ханом в 1980 г в Пакистане, в Ливию остановлена

### Пакистан
Технология была доставлена в Пакистан, контрабандой, Абдул Кадир Ханом, бывшим сотрудником фирмы URENCO пакистанского происхождения.

### Индия
Подробности деятельности по обогащению урана в Индии держатся под большим секретом, даже большим, чем другие направления ядерной деятельности. В Индии есть два предприятия для обогащения урана на центрифугах. Интерес к обогащению урана был проявлен ещё в начале 70-х годов. Но только в 1986 году председатель индийской Комиссии по атомной энергии Раджа Раманна объявил, что было успешно осуществлено обогащение урана.

### Китай
С 2009 года «Техснабэкспорт» начал поставки центрифуг седьмого-восьмого поколения «Китайской компании индустрии атомной энергии».

### Иран
По неофициальным данным, в Иране начал работу завод по обогащению урана «Форду», мощности которого расположены в подземных бункерах в толще горного массива неподалёку от города Кум (156 км к югу от Тегерана). При этом глава атомного агентства Исламской Республики Ферейдун Аббаси-Давани заявил, что ввод завода в эксплуатацию ожидается в скором времени. Работы по перемещению центрифуг для обогащения урана из г. Нетенз в подземный бункер «Форду» начались ещё в августе 2011 года.

## Производство обогащённого урана в мире
Работы по разделению изотопов исчисляются в специальных единицах работы разделения (ЕРР, англ. Separative work unit, SWU).
Мощности заводов по разделению изотопов урана в тысячах ЕРР в год согласно WNA Market Report. 
| Страна                                     | Компания, завод         | 2012   | 2013   | 2015   | 2018   | 2020   |
| ------------------------------------------ | ----------------------- | ------ | ------ | ------ | ------ | ------ |
| Россия                                     | Росатом                 | 25000  | 26000  | 26578  | 28215  | 28663  |
| Германия, Голландия, Англия                | URENCO                  | 12800  | 14200  | 14400  | 18600  | 14900  |
| Франция                                    | Orano                   | 2500   | 5500   | 7000   | 7500   | 7500   |
| Китай                                      | CNNC                    | 1500   | 2200   | 4220   | 6750   | 10700+ |
| США                                        | URENCO                  | 2000   | 3500   | 4700   | ?      | 4700   |
| Пакистан, Бразилия, Иран, Индия, Аргентина |                         | 100    | 75     | 100    | ?      | 170    |
| Япония                                     | JNFL                    | 150    | 75     | 75     | ?      | 75     |
| США                                        | USEC: Paducah & Piketon | 5000   | 0      | 0      | 0      | 0      |
|                                            | Суммарное               | 49 000 | 51 550 | 57 073 | 61 111 | 66 700 |

Диффузионная технология является более дорогой, и её использование сокращается. По оценкам WNA, в мире используются всё больше газовых центрифуг:

| Технология                                                      | 2000 | 2010 | 2015  | 2020 (прогноз) |
| --------------------------------------------------------------- | ---- | ---- | ----- | -------------- |
| Диффузионная                                                    | 50 % | 25 % | 0 %   | 0 %            |
| Центрифуги                                                      | 40 % | 65 % | 100 % | 93 %           |
| Лазерная                                                        | 0    | 0    | 0     | 3 %            |
| Разбавление оружейного урана до реакторного (например, ВОУ-НОУ) | 10 % | 10 % | 0     | 4 %            |

## Сравнение с газодиффузионной технологией
На производство 1 ЕРР на американских газодиффузионных установках расходовалось 2730 кВт·ч электроэнергии, на российских центрифугах — порядка 50 кВт·ч. Затраты на обогащение в значительной степени связаны с используемой электрической энергией. Процесс газовой диффузии потребляет около 2500 кВтч (9000 МДж) на ЕРР, в то время как современные газоцентрифужные установки требуют около 50 кВтч (180 МДж) на ЕРР.